# Artouste
Pour les articles homonymes, voir Artouste (homonymie).
Artouste, ou Artouste-Fabrèges, (en occitan : Artosta e Habrèjas) est une station de sports d'hiver pyrénéenne d'altitude située dans le département français des Pyrénées-Atlantiques en Béarn, et dans la haute vallée d'Ossau, sur la commune de Laruns. La station exploite également le petit train d'Artouste pendant la période estivale. Face au changement climatique, la station développe également des activités annexe pour pallier le manque de neige l'hiver.

## Toponymie
Gerhard Rohlfs considère que le nom du col d'Artouste, d'où vient le nom de la station, pourrait provenir de l'aragonais arto (nerprun), lui-même parent du basque art(h)e (chêne).

## Historique
À la fin du XIXe siècle, l'Abbé Ludovic Gaurier, pyrénéiste, découvre le lac d'Artouste,. Cette découverte attire rapidement la Société hydroélectrique du Midi qui souhaite faire de ce lac une centrale hydroéléctrique.

### L'énergie hydroélectrique et le ferroviaire: les origines de la station
Dans l'objectif de construire des barrages, et notamment celui du lac d'Artouste, la Compagnie des chemins de fer du Midi aménage un chemin de fer entre la Sagette et le site de construction en 1920. Démontée, la voie est reposée pour des raisons d'entretien du site.
Dans les années 1930, le domaine d'Artouste est ouvert au tourisme exploitant les paysages ossalois via le Petit train d'Artouste.

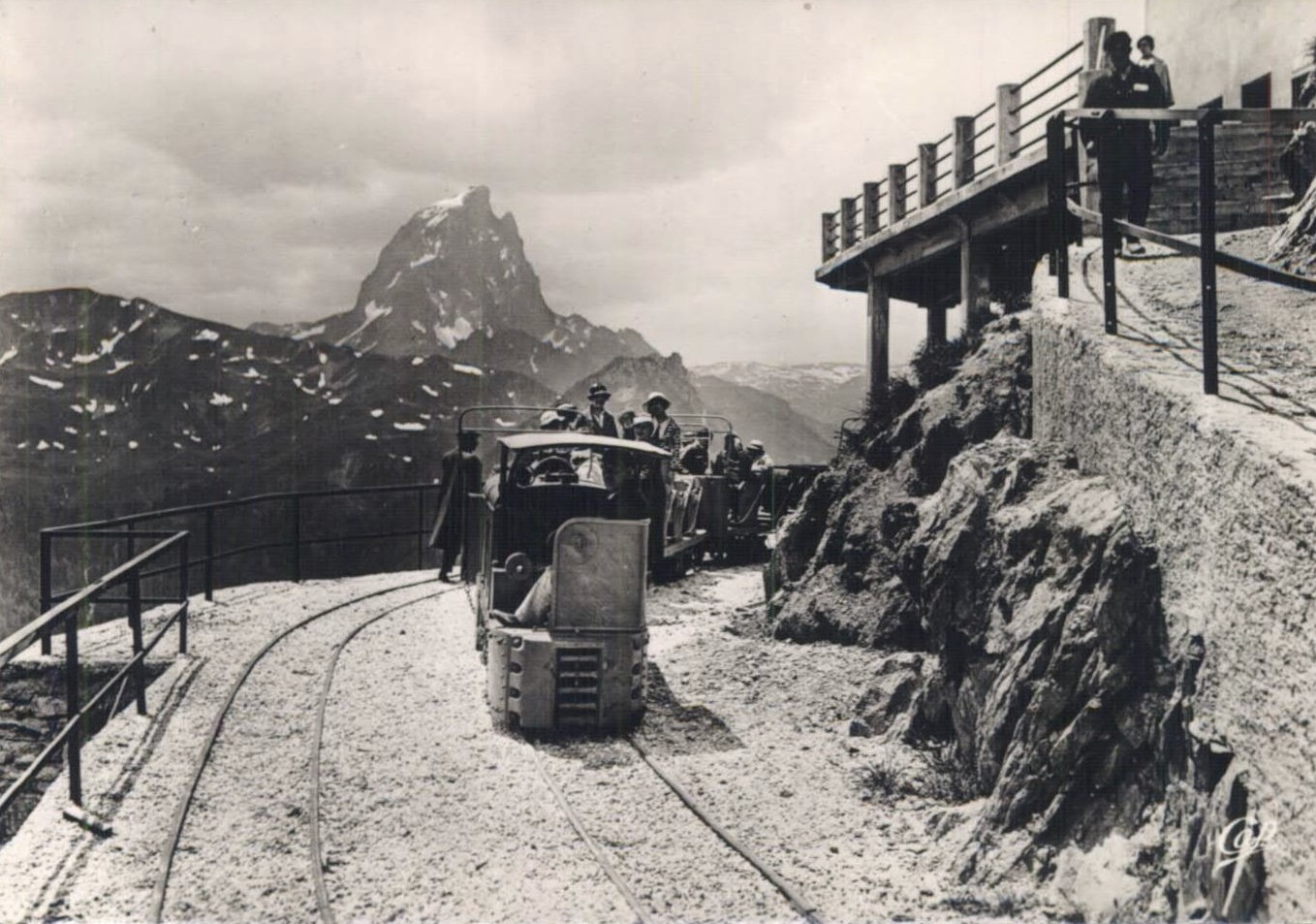
Le petit train d'Artouste est exploité à des fins touristiques à partir des années 1930
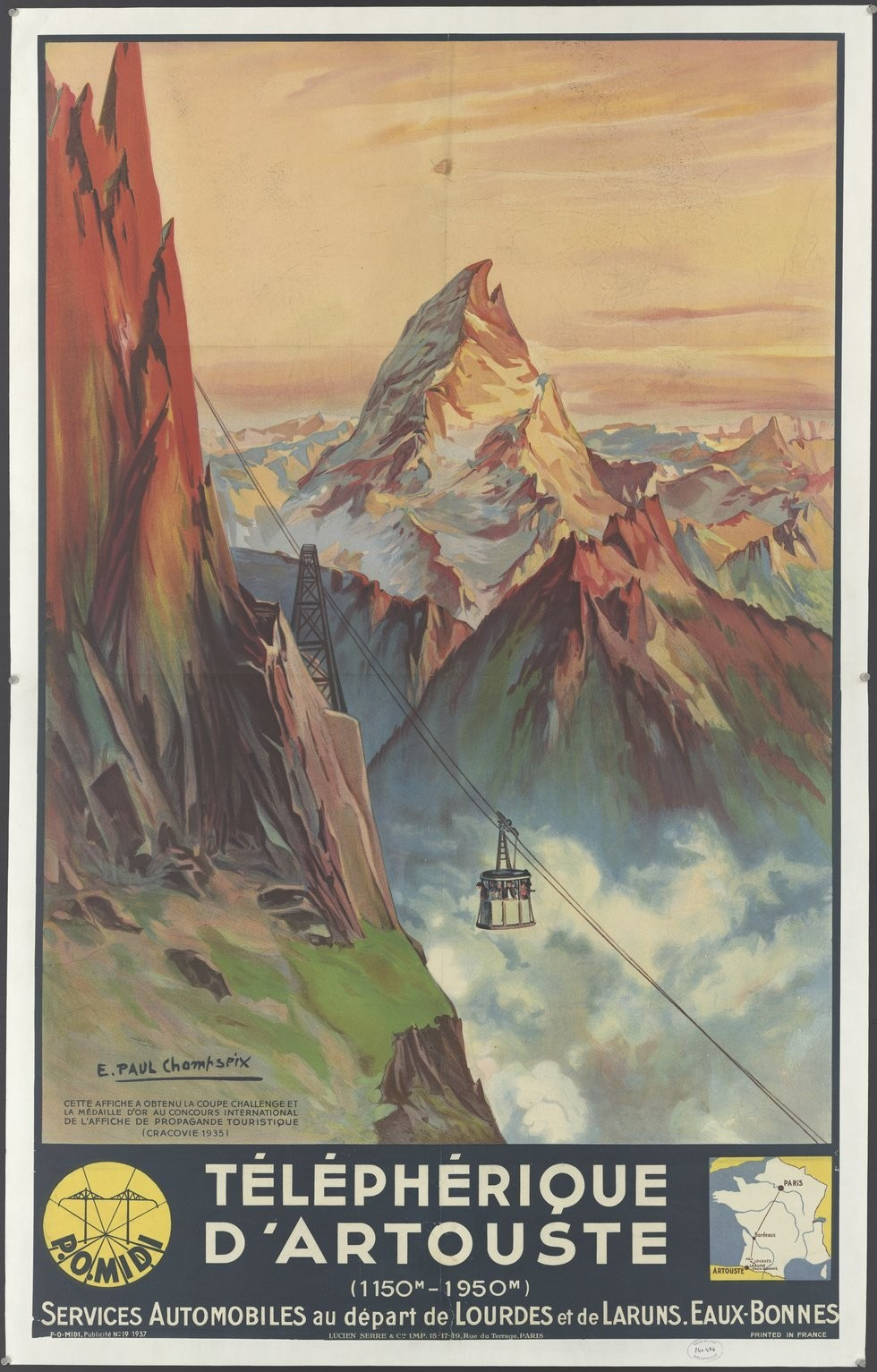
Pic du Midi d'Ossau et téléphérique d'Artouste sur une publicité (1935)

### Le ski: une force d'attractivité nouvelle pour Artouste, mais fragile
En 1966, la commune de Laruns entreprend la création d’une station de ski de piste à Artouste. La station, initialement appelée Artouste-La Sagette, est inaugurée le 15 décembre 1967. Dès son ouverture, elle en assume intégralement la gestion. Au vu du déficit chronique, la gestion est confiée à l'EPSA (Établissement public des stations d'altitude) en 1978.
En 1984, le village de Fabrèges est créé au bord du lac homonyme, à 1250m d'altitude. Situé au pied du téléphérique menant à la station, il est constitué de quatre résidences accueillant les touristes tout au long de l'année.

### Le renouveau de la station
Artouste acquiert une renommée au sein des Pyrénées pour son parc de neige petit mais de bonne qualité. Cependant, la station a été déclarée en faillite, puis a été reprise à la suite d'une délégation de service public demandée par la municipalité de Laruns, par Altiservice en 2006 pour une période de 18 ans. En 2019, après un an de contentieux, un accord est trouvé entre la commune de Laruns et l'exploitant Altiservice, elle qui dénonce la délégation de service public de 2006. C'est le 1er avril 2019 que la commune de Larruns récupère la gestion de la station en la plaçant en régie municipale directe : la Régie d'Artouste,,. La commune reprend alors l'intégralité de l'exploitation de la station mais également celle du petit train d'Artouste, en concluant un contrat avec la Société hydroélectrique du Midi. La régie coordonne depuis un nouveau schéma d'exploitation via la création de nouvelles activités quatre saisons. Ainsi, la station devient, en juin 2019, la première station des Pyrénées à proposer l'activité Mountain Kart déjà présente dans le massif Alpin.

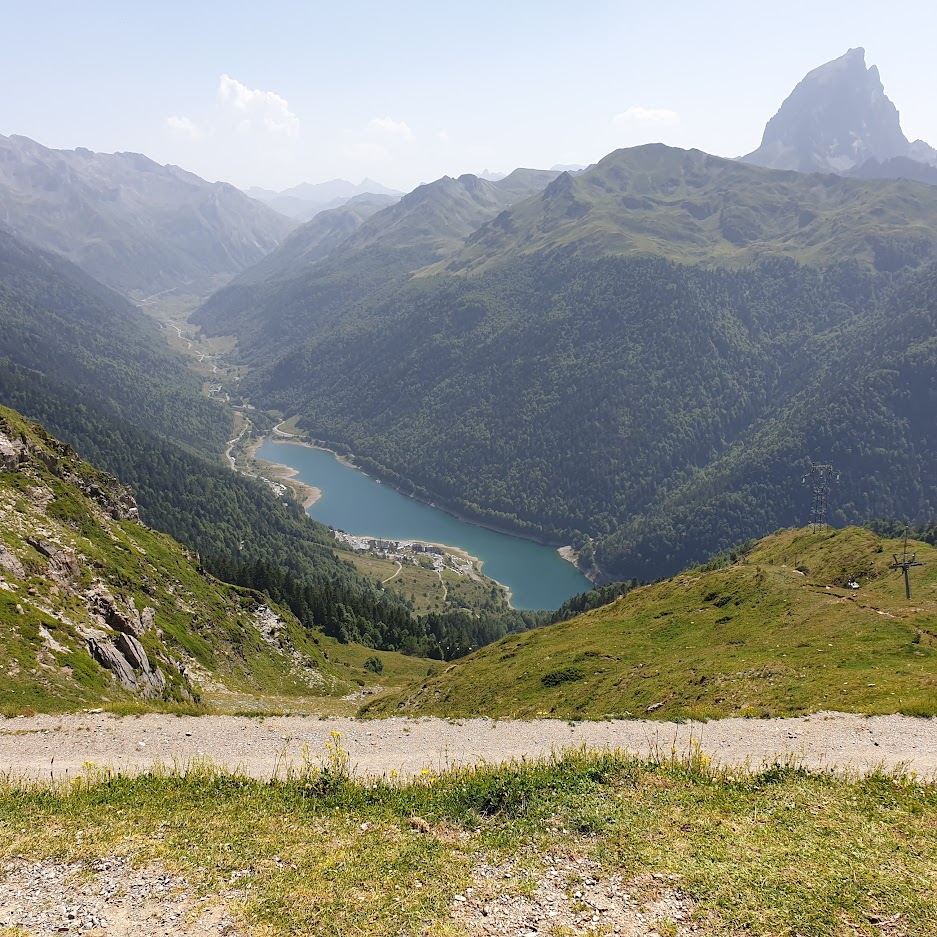
Vue plongeante sur le lac de Fabrèges
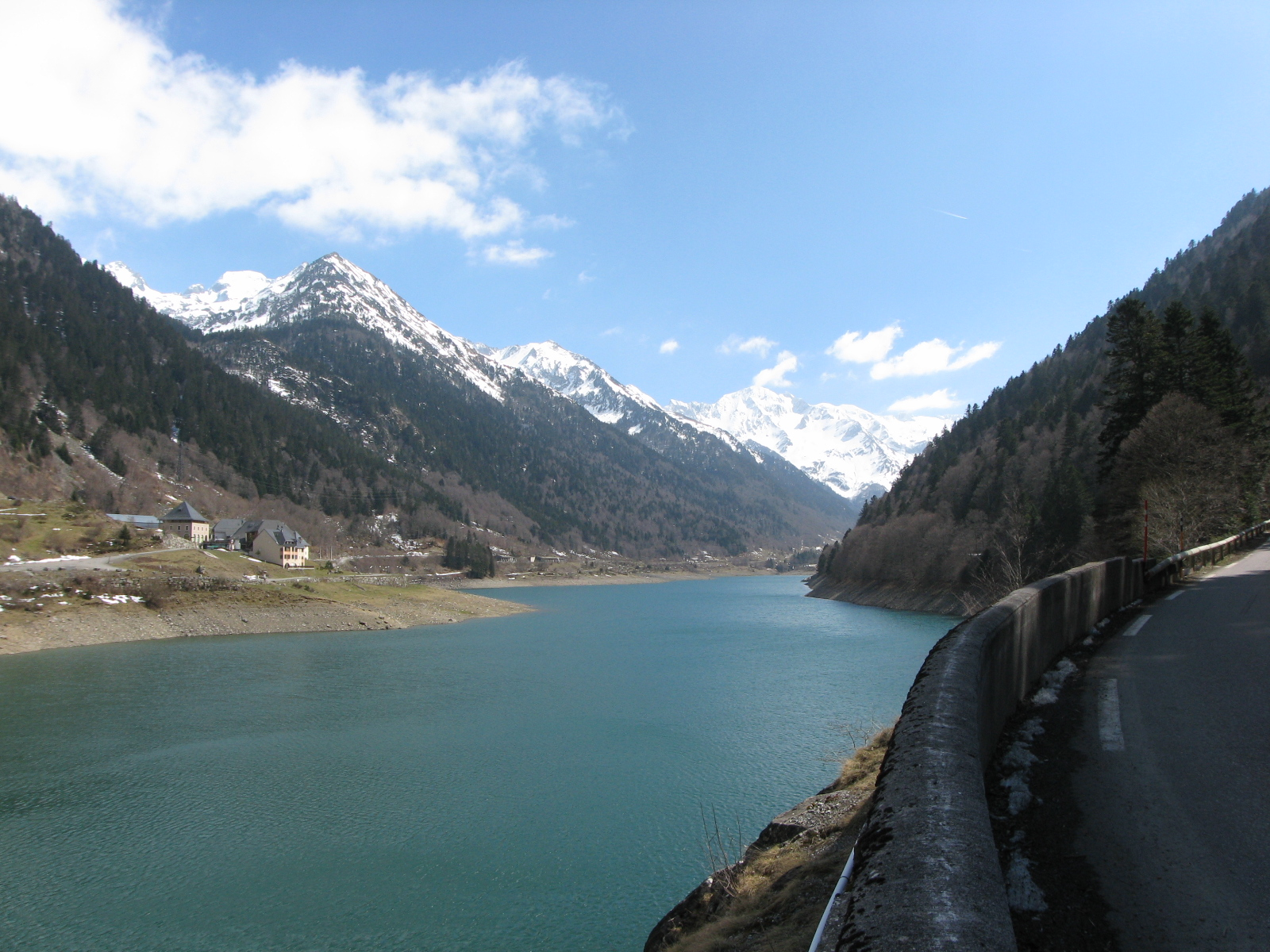
Le lac de Fabrèges et le village
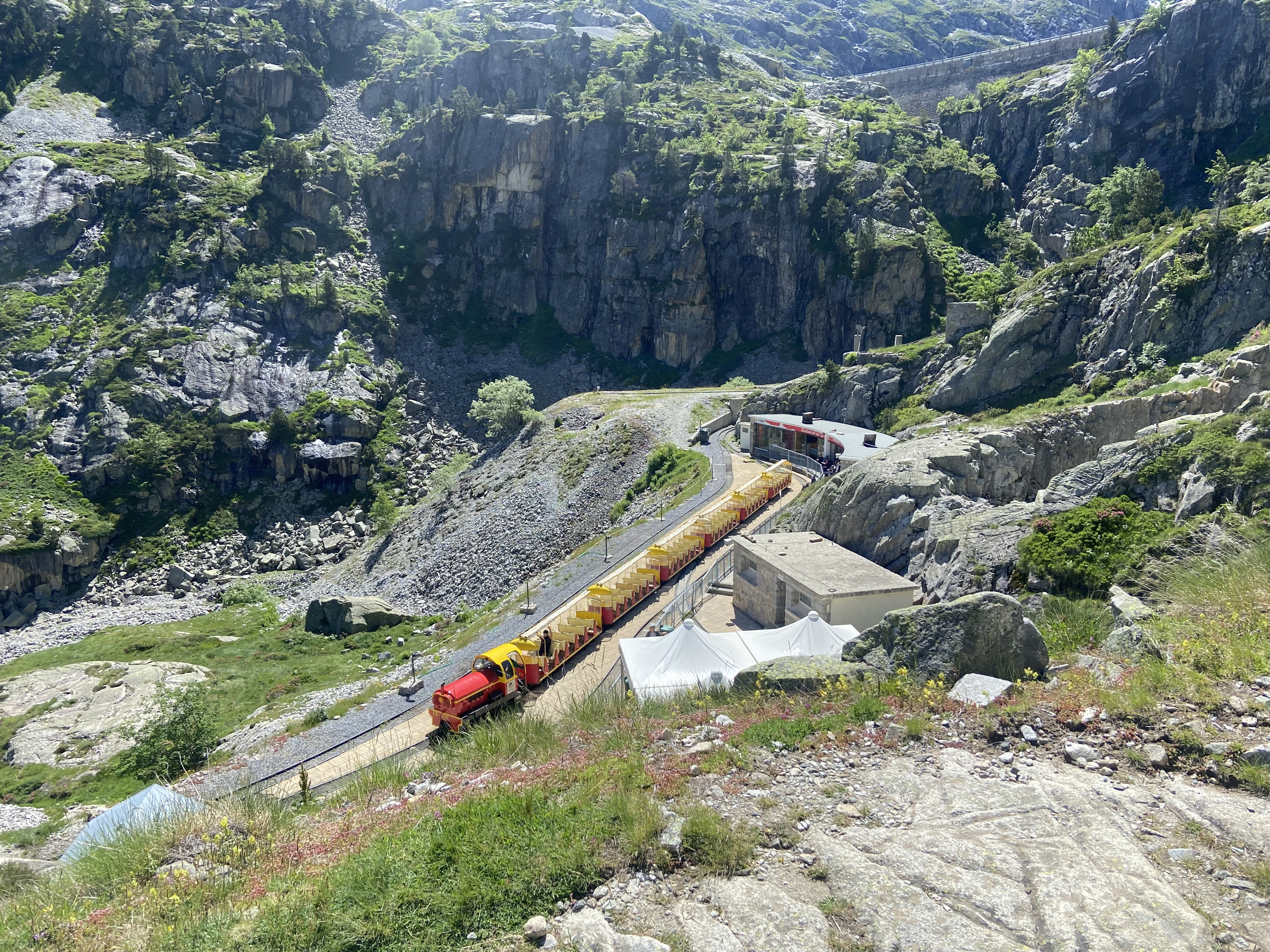
Le Petit train d’Artouste en gare du Lac d’Artouste

## Géographie
Artouste se situe en Haut-Béarn, en Vallée d'Ossau, et au sein de celle-ci entre les vallées des gaves du Brousset et du Soussouéou. La station se situe également au cœur du site Natura 2000 du massif de Ger et du Lurien.

### La station de ski

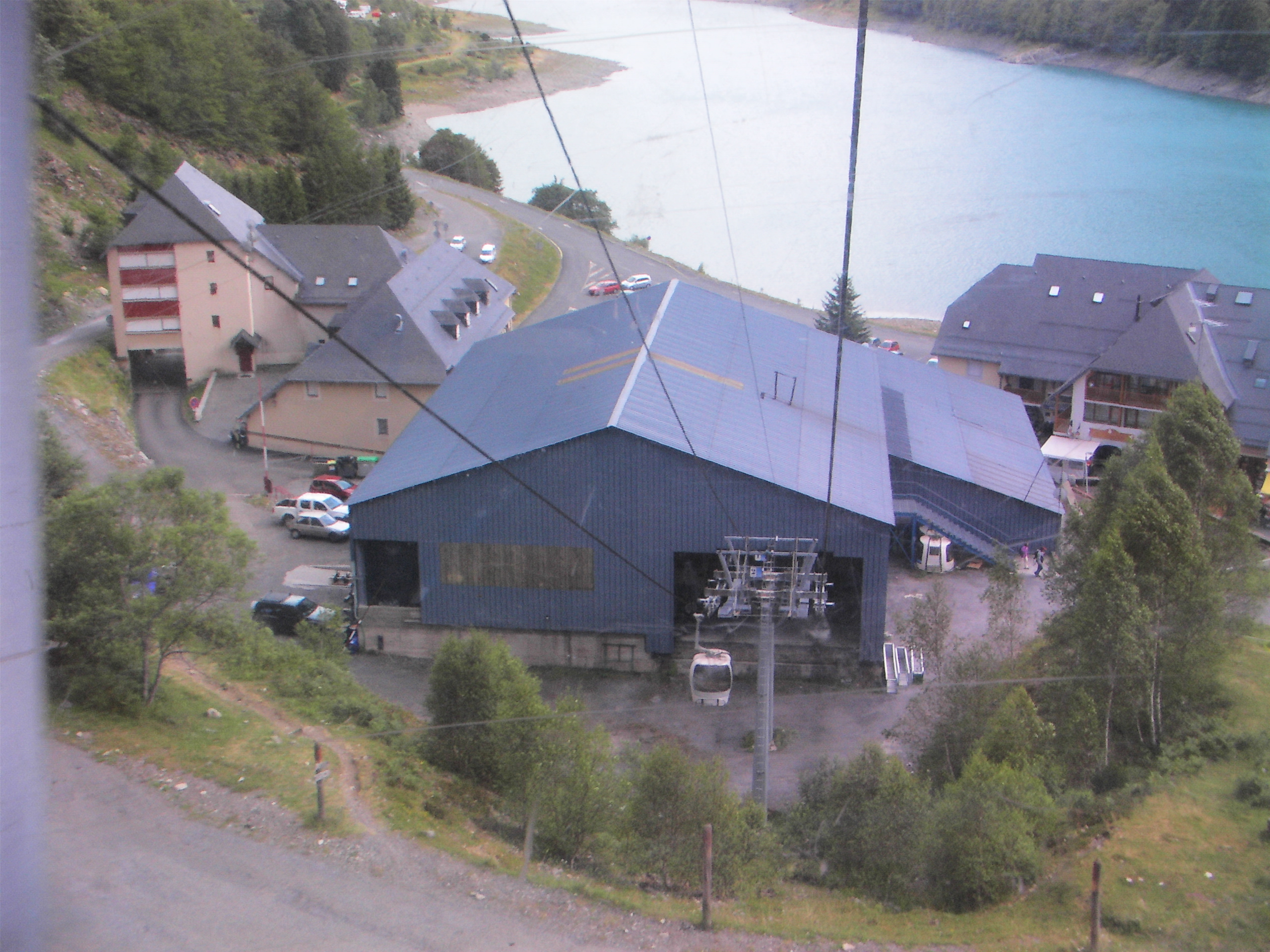
Gare de départ du téléphérique, à Fabrèges

La station de ski d'Artouste est implantée sur le massif du pic de la Sagette, et reliée au lac de Fabrèges par une télécabine (1250m à 1 950 m d'altitude). Il est nécessaire d'emprunter une autre remontée afin d'accéder au parc de neige à 2100m, sommet de la station.
La station offre un panorama exceptionnel sur les Pyrénées, au sein de la vallée d'Ossau ; notamment sur le Pic du Midi d'Ossau, le Pic de Ger, le Pic Estibère et les lacs d'Ayous, de Bious-Artigues et de Fabrèges. 
La station est organisée en quatre secteurs, dont trois sur les pentes de la vallée du Soussouéou :
- Le secteur Sagette est un secteur dédié aux débutants et aux pratiques ludiques. Il est le seul situé en soulane, avec vue sur le massif du Pic du Midi d'Ossau. Y sont localisés un "Kid Park", une piste de luge, et l'arrivée du téléphérique "Sagette" reliant à Fabrèges.
- Le secteur Arracou est mitoyen du secteur Sagette, et situé au-delà du col d'Arracou dont il reprend le nom. Il évolue sur les estives entre le col de l'Ours et l'Herrana et est composé de pistes de ski de niveau intermédiaire et débutant (pistes vertes, bleues et rouges).
- Le secteur Séous est le plus méridional de la station, composé d'estives, et relié au secteur Arracou par le col de l'Ours. Il s'agit d'un secteur de niveau confirmé et intermédiaire, étant composé de pistes noire, rouges et bleues, mais aussi d'un "Snow park", un "Snow cross", ainsi qu'une zone freeride.
- Le secteur Soussouéou est situé en aval des secteurs Arracou et Séous. Comme son nom l'indique, il est situé à proximité du gave de Soussouéou à 1350m d'altitude, au bord duquel il est relié au reste de la station par les télésièges de l'Ours (terminant au col de l'Ours), et de Grand Coq (terminant dans le secteur Arracou). Le secteur est très boisé, et les pistes sont parfois des chemins sinueux dans les bois, sinon des belles pentes en terrain découvert. Le hors piste peut s'avérer dangereux, si les forêts ne sont pas bien connues du skieur.

### Le train d'Artouste et les sentiers de randonnée

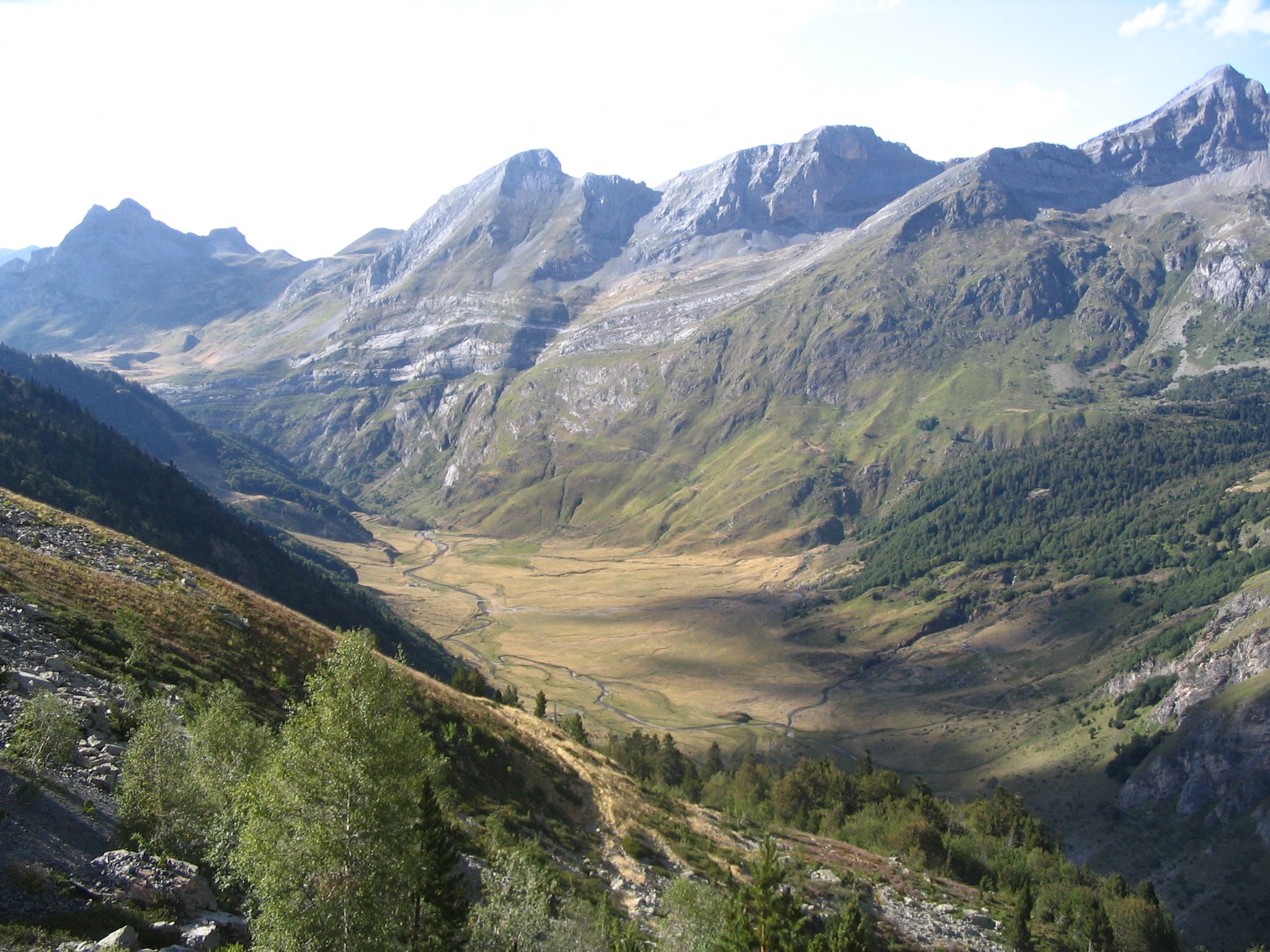
La vallée du Soussouéou (en été), située en aval de la station, et surplombée par les sommets des Arcizettes

La station est célèbre pour son train circulant à près de 2000m d'altitude, il constitue la deuxième ligne ferroviaire touristique la plus haute de France et la quinzième d'Europe, et transporte sur ses 10km de voies plus de 100.000 passagers sur les quatre mois d'été au cœur de la vallée du Soussouéou jusqu'au Lac d'Artouste. 
À partir de celui-ci, plusieurs possibilités de randonnée s'offrent au visiteur : 
- En direction des lacs d'Arrémoulit situés en amont du lac.
- Du lac d'Artouste au lac de Fabrèges, via le col de Lurien
- Par la vallée du Soussouéou, permettant de rejoindre la gare d'arrivée du téléphérique (d'où il est possible de gravir le sommet du pic de la Sagette), ou de rejoindre Fabrèges en gagnant le GR10 et en faisant le tour des pics Herrana et de la Sagette.

### Face aux changements climatiques, le développement de nouvelles attractions touristiques estivales
Le changement climatique affecte fortement la station d'Artouste. D'après les prévisions de l'Observatoire pyrénéen du changement climatique, la neige sera deux fois moins épaisse en 2050. De plus, il prévoit un mois d'enneigement en moins. Pour y faire face, la station a investi dans la création d'activités parallèles (piste de kart de montagne, pistes de VTT, base nautique, tyrolienne à virages),.

### Accès à la station
La station d'Artouste est accessible par la route.
On accède à la station par la route, via la route départementale 431 et la route départementale 934 qui relie Laruns au Col du Pourtalet (Espagne). Elle est desservie par la ligne 525 du réseau de transports interurbains de la région Nouvelle-Aquitaine qui, avec une correspondance, relie la gare de Pau à la station.

## Sport

### Cyclisme
La station accueille, en 2023, et en 2024,, l'arrivée de l'étape 3 du Tour du Piémont pyrénéen. 
| Édition                       | Étape                         | Vainqueur de l'étape |
| ----------------------------- | ----------------------------- | -------------------- |
| Tour du Piémont pyrénéen 2024 | 3e étape (Tardets - Artouste) | Baptiste Poulard     |
| Tour du Piémont pyrénéen 2023 | 3e étape (Laruns - Artouste)  | Charles Paige        |

Elle a également été hôte du Trophée de France du jeune vététiste en 2015.

### Mountain Kart
En 2021, Artouste est organisatrice du championnat du monde de Mountain Kart,.

## Projets et controverses
En 2016, la station décide de rénover ses télécabines. Cette dernière coûtera 5,5 M€ à la mairie de Laruns, alors propriétaire de la télécabine.

Depuis 2013, la station envisage la création d'une piste synthétique afin d'avoir une alternative aux canons à neige. En 2024, lors de débats au sein du Conseil régional de Nouvelle-Aquitaine afin d'accorder un budget à ce projet, les élus écologistes contestent celui-ci car il pourrait nuire à la faune et à la flore de ce site classé Natura 2000,,,. Les élus qualifient la station de « Montagne Disneyland ».
Depuis longtemps, on parle d'une possible union physique entre Gourette et Artouste,. À noter qu'il existe déjà un itinéraire hors-piste qui permet de relier Gourette à Artouste.
D'autres projets sont aujourd'hui à l'étude pour dynamiser la station en période hivernale et notamment le renforcement de sa position sur le ski de randonnée et les raquettes en parfaite adéquation avec la typologie des lieux. Il est également mis en réflexion la création d'une seconde tyrolienne et la mise en place d'une luge sur rail.

## Utilisation du nom
Suivant une tradition maison (nommer les productions d'après des sommets pyrénéens), la firme Turboméca (absorbée ensuite par le groupe Safran) dont le siège est à Bordes dans les Pyrénées-Atlantiques, a donné le nom d'Artouste à une turbine d'hélicoptère de 400 CV qui a équipé les célèbres Alouette II et III.